# Marco Antonio Verni
Marco Antonio Verni Lippi (Santiago del Cile, 27 febbraio 1976) è un pesista cileno.

## Palmarès
| Anno | Manifestazione          | Sede           | Evento         | Risultato | Misura  | Note                  |
| ---- | ----------------------- | -------------- | -------------- | --------- | ------- | --------------------- |
| 1997 | Campionati sudamericani | Mar del Plata  | Getto del peso | Argento   | 16,82 m |                       |
| 1999 | Campionati sudamericani | Bogotà         | Getto del peso | Argento   | 17,83 m |                       |
| 2001 | Campionati sudamericani | Manaus         | Getto del peso | Oro       | 18,57 m |                       |
| 2001 | Mondiali                | Edmonton       | Getto del peso | 4º        | 18,85 m |                       |
| 2001 | Universiadi             | Pechino        | Getto del peso | 11º       | 18,31 m |                       |
| 2003 | Campionati sudamericani | Barquisimeto   | Getto del peso | Oro       | 20,23 m | Record dei campionati |
| 2003 | Giochi panamericani     | Santo Domingo  | Getto del peso | Argento   | 20,14 m |                       |
| 2003 | Mondiali                | Parigi         | Getto del peso | 21º       | 19,24 m |                       |
| 2004 | Mondiali indoor         | Budapest       | Getto del peso | 15º       | 19,61 m |                       |
| 2004 | Olimpiadi               | Atene          | Getto del peso | nm        | nm      |                       |
| 2005 | Campionati sudamericani | Cali           | Getto del peso | Oro       | 18,43 m |                       |
| 2005 | Mondiali                | Helsinki       | Getto del peso | 25º       | 18,60 m |                       |
| 2006 | Campionati sudamericani | Tunja          | Getto del peso | Argento   | 18,62 m |                       |
| 2007 | Campionati sudamericani | São Paulo      | Getto del peso | Argento   | 19,22 m |                       |
| 2007 | Giochi panamericani     | Rio de Janeiro | Getto del peso | 6º        | 18,54 m |                       |
| 2007 | Mondiali                | Ōsaka          | Getto del peso | 27º (q)   | 18,68 m |                       |
| 2008 | Olimpiadi               | Pechino        | Getto del peso | 39º       | 17,96 m |                       |
| 2009 | Campionati sudamericani | Lima           | Getto del peso | 4º        | 17,45 m |                       |